# Пти Пале
Пти Пале (на френски: Petit Palais – „Малкият дворец“) е музей в Париж, Франция. Построена за Световното изложение в Париж през 1900 г. по проект на Шарл Жиро, сградата днес приютява „Парижкия музей за изящни изкуства“ (Musée des beaux-arts de la ville de Paris). Разгърната около осмоъгълен двор с градина, тя напомня близко разположения Гран Пале.
Музеят разполага с колекции от гръцкото, римското и египетското изкуства, предмети от епохата на Средновековието и Ренесанса, колекции от книги и предмети на декоративното изкуство, картини на холандски и фламандски майстори от XVI и XVII век, колекция от мебели и гоблени от XVIII в., а също и платна на френски художници от XIX в., включително творби на Йожен Дьолакроа и Пол Сезан.